# Яковишин, Оксана Васильевна
Оксана Васильевна Яковишин (укр. Оксана Василівна Яковишин; род. 20 марта 1993, Братковцы, Ивано-Франковская область) — украинская футболистка, нападающий.
Выступала за ДЮСШ № 3. Оксана Яковишин дебютировала в чемпионате Украины в составе «Нефтехимика» в 15 лет. В следующем году она стала самым молодым участником финального чемпионата Европы в составе сборной Украины. В 2013 году вернулась в «Нефтехимик».

## Достижения
- Чемпион Украины: 2009, 2010
- Обладатель Кубка Украины: 2009, 2010